# Wielton

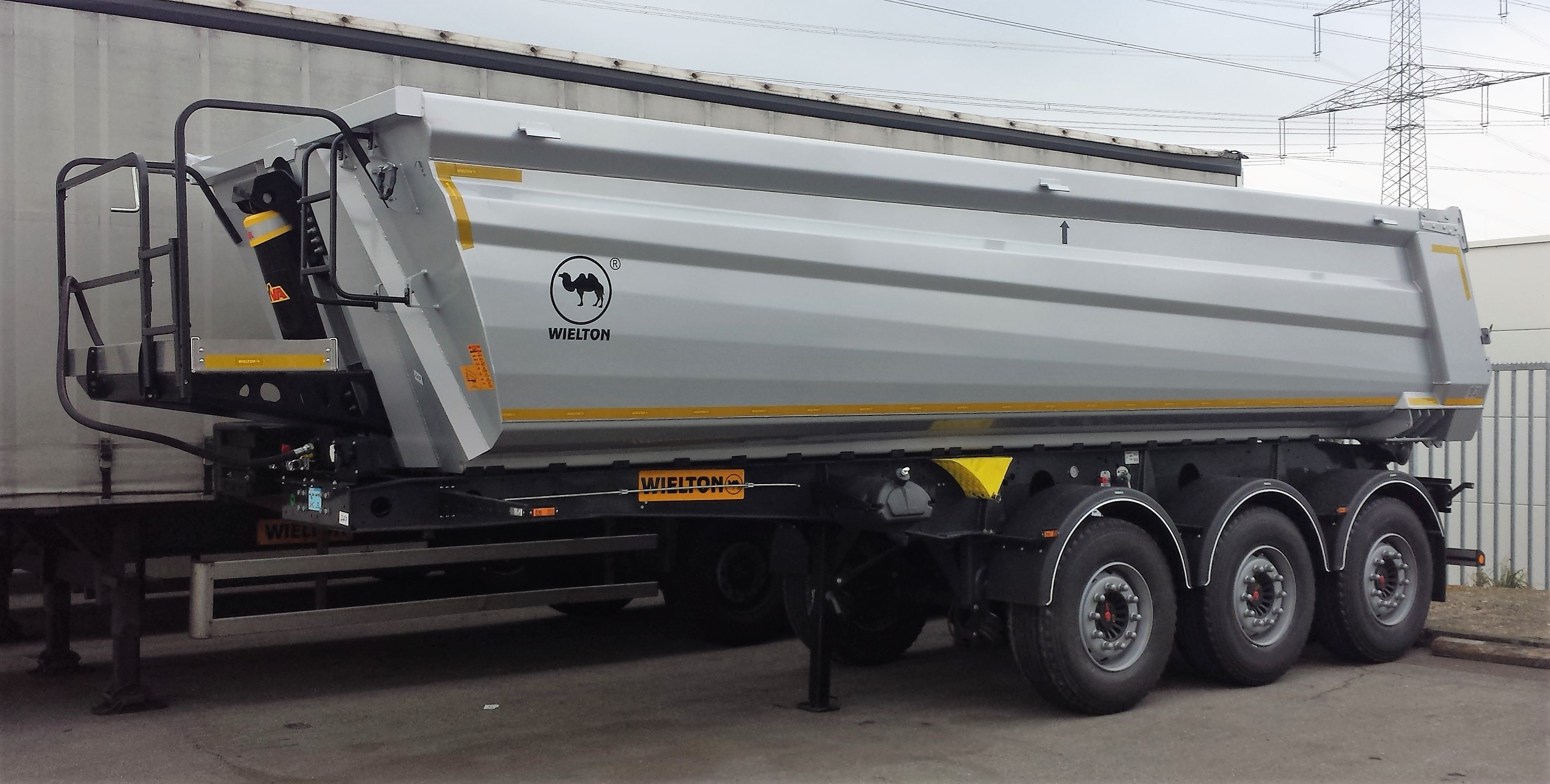
sklápěč ze strany Wielton.

Společnost Wielton SA je polský výrobce návěsů, přívěsů a nástaveb.
Wielton byla založena v roce 1996 a je kotována na burze cenných papírů ve Varšavě od roku 2006. V roce 2015 společnost převzal italský konkurent Italiana Rimorchi, ve stejném roce se stala majoritním vlastníkem francouzských konkurentů Fruehauf. Tím převzetí Wielton je jedné ze tří největších výrobců užitkových vozidel na celém světě. V segmentu přívěs sklápěč, společnost je v Evropě od roku 2014 vůdce.
Wielton zaměstnává 2637 lidí ve čtyřech závodech v Polsku, Itálii, Francii a Rusku. V roce 2016 moderní inovační centrum bylo otevřeno v sídle společnosti. Výrobky společnosti jsou prodávány do Evropě, Asii a Africe. V Česku distribuuje produkty společnosti Wielton firma ES-TRADING s.r.o. ve Velkém Meziříčí.